# Bathyergus janetta
Bathyergus janetta је врста глодара из породице пешчарских слепих кучића (Bathyergidae).

## Распрострањење
Врста је присутна у Јужноафричкој Републици и Намибији.

## Угроженост
Ова врста је наведена као последња брига, јер има широко распрострањење и честа је врста.